# William W. Ellsberry
William Wallace Ellsberry (* 18. Dezember 1833 in New Hope, Brown County, Ohio; † 7. September 1894 in Georgetown, Ohio) war ein US-amerikanischer Politiker. Zwischen 1885 und 1887 vertrat er den Bundesstaat Ohio im US-Repräsentantenhaus.

## Leben
William Ellsberry besuchte die öffentlichen Schulen im Brown County und absolvierte danach eine Privatschule im Clermont County. Zwei Jahre lang war er als Lehrer tätig. Nach einem Medizinstudium am Cincinnati College of Medicine sowie dem Ohio Medical College und seiner Zulassung als Arzt begann er in Georgetown in diesem Beruf zu arbeiten. Zeitweise war er auch als Bezirksrevisor tätig. Politisch schloss er sich der Demokratischen Partei an. Im Juni 1880 nahm er als Delegierter an der Democratic National Convention in Cincinnati teil, auf der Winfield Scott Hancock als Präsidentschaftskandidat nominiert wurde.
Bei den Kongresswahlen des Jahres 1884 wurde Ellsberry im elften Wahlbezirk von Ohio in das US-Repräsentantenhaus in Washington, D.C. gewählt, wo er am 4. März 1885 die Nachfolge von John W. McCormick antrat. Da er im Jahr 1886 auf eine weitere Kandidatur verzichtete, konnte er bis zum 3. März 1887 nur eine Legislaturperiode im Kongress absolvieren. Nach dem Ende seiner Zeit im US-Repräsentantenhaus praktizierte William Ellsberry wieder als Arzt. Er starb am 7. September 1894 in Georgetown, wo er auch beigesetzt wurde.